# Раппен
Раппен (нім. Rappen) — дрібна монета, яка раніше була поширеною в південно-західній Німеччині та на території сучасної північної Швейцарії, а також у південному Ельзасі, Сундгау. Сьогодні швейцарський франк поділяється на 100 раппенів (абревіатура: Rp.).

## Етимологія

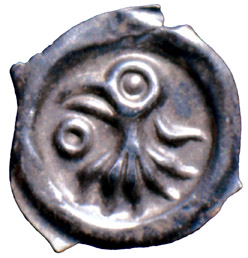
Фрайзбургський раппенпфенніг близько 1290 року

Слово «раппен» етимологічно ідентичне назві птаха крук (нім. Rapp), експресивній вторинній формі слова «Raben». Раппенами вперше стали називати монети, викарбуваних у другій чверті XIV століття у Фрайбургзі. Ймовірно, спочатку це був глузливий термін для відбитого орла, що нагадує крука. Пам'ять про погані пфеніги, які лорд фон Раппольтштейн несанкціоновано викарбував і ввів в обіг наприкінці 13 століття («Kolmarrappen») також могла зіграти свою роль.

## Історія
Цей тип монет був дуже поширений на Верхньому Рейні. У так званому раппенському монетному союзі 1377 року багато монетних дворів у цій області зібралися разом, у тому числі єпископ Базеля для його монетного двору в Брейзаху, в Ельзасі Кольмарі, Танні та Зундгау, з сучасної Швейцарії міста Базель, Шаффгаузен, Цофінген, Цюрих, Берн, Золотурн і Невшатель, а також Фрайбург та інші міста в Брайсгау в Австрії. Мета полягала в тому, щоб створити єдину систему монет і, таким чином, економічне полегшення. Раппенпфеніг був основною грошовою одиницею. У 1584 р. цей союз було розірвано.

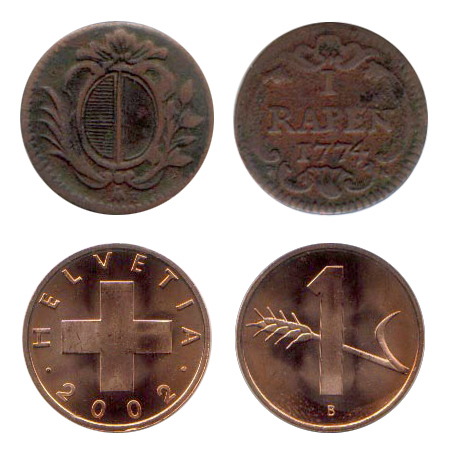
Люцернський раппен з 1774 року та сучасний швейцарський раппен

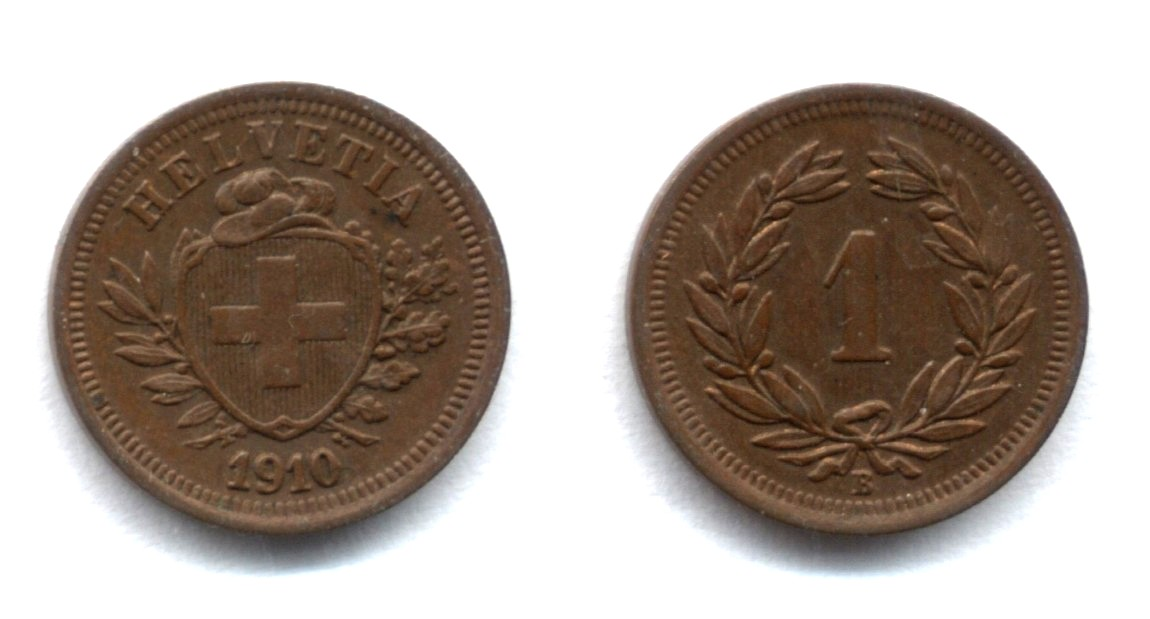
1 раппен (1910)

Кілька швейцарських кантонів продовжували карбувати раппен. У 1798 році в Гельветійській республіці було введено франк зі 100 раппенів. Цій валюті так і не вдалося повністю витіснити кантональні монетні одиниці. Після закінчення гельветизму в 1803 році кантони карбували як рапен, так і інші дрібні монети, які відрізнялися від кантону до кантону. У 1850 році, після заснування федеральної держави, сьогоднішній франк був введений як єдина швейцарська валюта, яка відповідала французькому франку, але становила 0,7 вартості старого швейцарського франка. Один раппен відповідав одному французькому сантиму до розпаду Латинського валютного союзу в 1927 році. Ось чому терміном для раппена до сьогоднішнього дня є сантим у французькій мові та centesimo в італійській.

## Сьогоднішнє карбування
Сьогодні Швейцарія випускає монети в п'ять, десять і двадцять раппенів, та монету в ½ франка (як вона офіційно називається), що відповідає монеті в п'ятдесят раппенів. До 2006 року карбувалися монети в один раппен. Однак у платіжних операціях вони давно перестали бути важливими. Ще в 1974 році було припинено карбування монет два раппени. У 2005 і 2006 роках точилася дискусія про припинення карбування монети в п'ять раппенів через високу вартість і нібито відсутність попиту. Зокрема, стверджувалося, що монету номіналом п'ять раппенів більше не прийматимуть у квиткових автоматах у громадському транспорті та на паркоматах. Однак у середині 2006 року Федеральна рада відмовилася від цього плану поступової відмови від п'ятираппенових монет. Паралельно знизились витрати на виробництво монет.

## Вживання назви
Сленговий термін для монет в один раппен — репплер (Räppler) (або Einräppler), тоді як термін репплі (Räppli) для раппенів у Швейцарії — всупереч поширеній думці в німецькомовних країнах — є рідкісним.
Хоча термін Räppli існує в Базелі, він відноситься не до монети, а до конфетті. Кратні монети називають: п'ятираппенові — Füfi або Füfer (або залежно від діалекту Föifi, Föifer, Fünfi, Fünfer), десятираппенові — Zähni або Zahner, двадцятираппенові — Zwänzgi або Zwänzger і п'ятидестираппенові — Füfzgi або Füfzger. Притому цікаво, що на монеті п'ятдесят раппенів викарбувано її номінал у франках: на штамп вставлено «½ Fr.».